# Station Kiekrz
Station Kiekrz is een spoorwegstation in de Poolse plaats Kiekrz.